# سینان گوموش
سینان گوموش (انگلیسی: Sinan Gümüş؛ زادهٔ ۱۵ ژانویهٔ ۱۹۹۴) بازیکن فوتبال اهل آلمان است.
از باشگاه‌هایی که در آن بازی کرده‌است می‌توان به باشگاه فوتبال گالاتاسرای، باشگاه فوتبال اشتوتگارت، و باشگاه فوتبال جنوآ اشاره کرد.
وی همچنین در تیم ملی فوتبال جوانان آلمان بازی کرده‌است.